# Zlorabe bančnih kartic
Bančne in plačilne kartice zaradi enostavnosti postajajo vsesplošen način finančnega poslovanja in zato so tudi tarča različnih zlorab. Tako kot se spreminjajo metode plačila se spreminjajo tudi tehnike finančnih zlorab in prevar. 

## Zgodovina plačilnih kartic
Začetek uporabe plačilnih kartic sega v leto 1920. V Združenih Državah Amerike so verige hotelov in nekatere naftne družbe izdale svojim uporabnikom plačilne kartice. Bile so odprtega tipa, uporabiti pa jih je bilo mogoče v objektih družbe, ki jih je izdala.
Frank McNamara se je leta 1950 znašel v hudi zadregi. V newyorški restavraciji je organiziral večerjo za svoje poslovne partnerje, ugotovil pa je, da pri sebi nima denarja, da bi večerjo plačal. Iz zagate se je rešil tako, da je na zadnjo stran svoje vizitke napisal obljubo, da bo račun poravnal. Tako se mu je porodila ideja, ki je kasnejše plačevanje po vsem svetu obrnilo na glavo. Dobil je idejo za izdelavo plačilnih kartic, ki bi omogočale kasnejše plačilo. Prvi svetovni sistem plačilnih kartic Diners, je McNamara poimenoval po dogodku, kjer je dobil idejo, torej na večerji. 

## Najpogostejše zlorabe
Če se danes želimo zlorabi naše plačilne kartice izogniti, moramo poznati grožnje, ki nam ob uporabi kartice grozijo. Najpogostejše grožnje so:
- Izguba ali tatvina plačilne kartice - če se kartica znajde v rokah nepoštenih, lahko z njo plačujejo ali pa dvigujejo denar. Težava je v tem, da veliko število ljudi nosi PIN kodo napisano v svoji denarnici. Ob izgubi ali kraji denarnice to omogoči najditelju enostavno krajo denarja. V primeru, da smo tarča tatvine plačilne kartice, je potrebno to kar se da hitro prijaviti izdajatelju. Ta kartico blokira in s tem onemogoči nadaljnje poslovanje. [3]
- Skimming kartice - storilec iz kartice presname podatke o magnetnih zapisih, poleg tega pa pridobi tudi PIN kodo. Nato storilec izdela novo kartico z identičnim magnetnim zapisom, to pa mu omogoča, da ob vnosu PIN kode s kartico kupuje, dviguje denar[4]
- Dvakratno odčitavanje plačilnih kartic na POS-terminalih – nekateri trgovci podatke s plačilne kartice odčitajo dvakrat, zaradi zahtev blagajniškega poslovanja.Pri tem pa je lastnik kartice izpostavljen tveganju, ker lahko nepooblaščene osebe pridejo do podatkov.[5]
- Lažno predstavljanje – oseba, ki je žrtev tovrstne zlorabe, dobi prek elektronske pošte sporočilo, ki osebo poziva naj na nekem lažnem spletnem mestu, katere povezava je v sporočilu, potrdi varnostne podatke svoje kartice. Spletno mesto, na katerem oseba potrdi svoje varnostne podatke, je ponarejeno in tako lastnik kartice posreduje vse podatke kriminalcem. [5]
- Libanonska zanka - v režo bankomata za vstavljanje plačilnih kartic, se vstavi posebej prirejena naprava, t. i. Libanonska zanka. Naprava onemogoči, da bi bankomat vrnil plačilno kartico. Storilec, ki je Libanonsko zanko namestil, opazuje žrtev. Ko opazi, da želi žrtev dobiti kartico nazaj, ji prijazno ponudi pomoč. To stori zato, da bi žrtev znova vpisala PIN kodo, ki bi jo storilec videl. Ker žrtev misli, da kartice ni mogoče dobiti iz bankomata, obupa in odide. Storilec kartico nato vzame iz bankomata in jo zlorabi.[4]

## Vrste plačilnih kartic glede na izdajatelja
- Licenčne kartice
- Podjetniške kartice
- Partnerske kartice
- Bančne kartice[2]

## Vrste plačilnih kartic glede na njihove funkcije
- Kreditne kartice
- Posojilne kartice
- Debetne kartice
- Predplačniške kartice[2]